# Julia Cagé

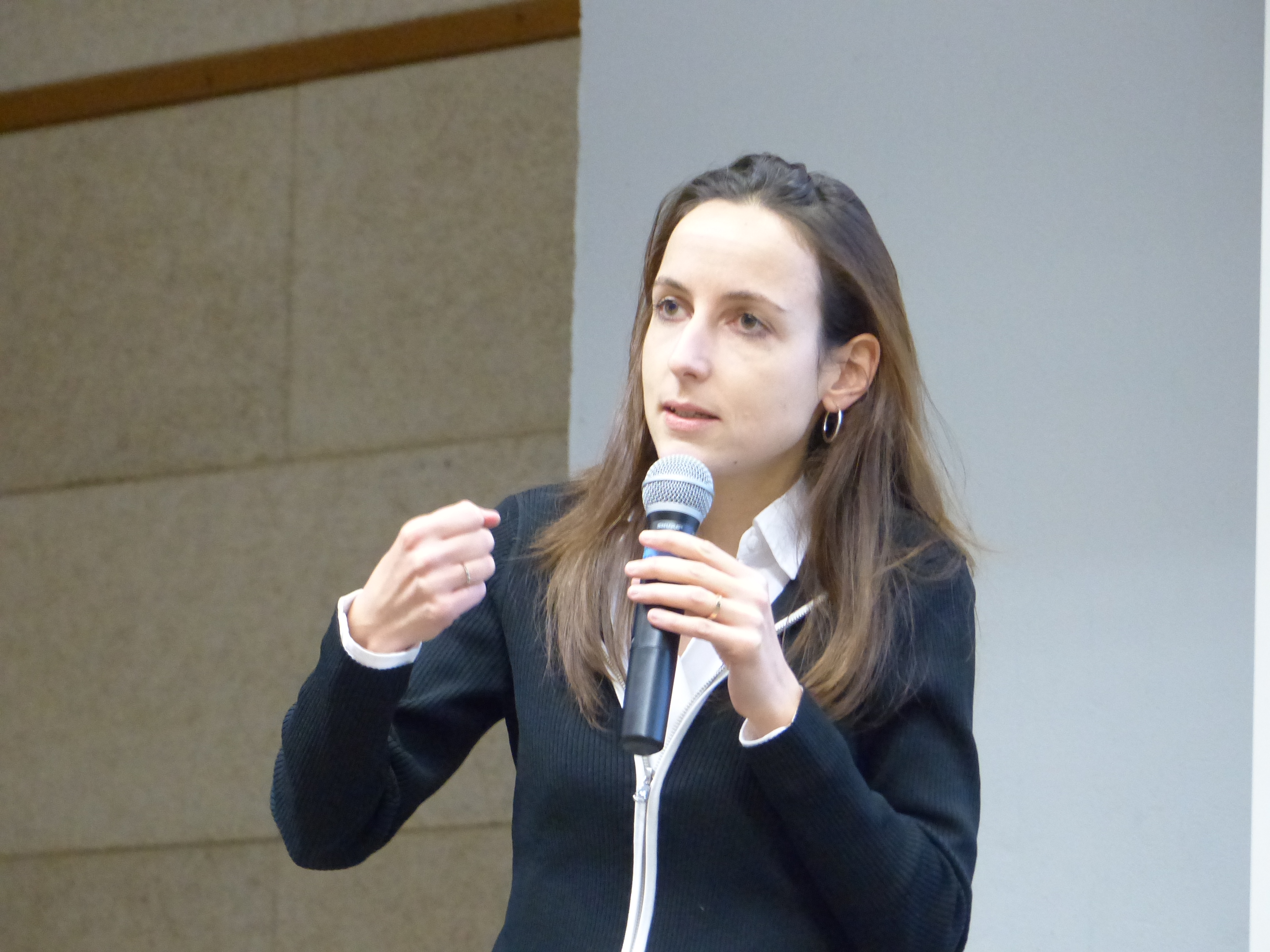
Julia Cagé (2017)

Julia Cagé (* 17. Februar 1984 in Metz, Département Moselle) ist eine französische Wirtschaftswissenschaftlerin an der Sciences Po Paris, die sich auf Entwicklungsökonomie sowie politische und historische Ökonomie spezialisiert hat.

## Leben
Cagé besuchte bis zu ihrem Abschluss das Lycée Thiers in Marseille. Bis 2005 studierte sie dann an der École normale supérieure in Paris, ehe sie 2006 ihren Bachelor im Fach Ökonometrie an der Université Paris 1 Panthéon-Sorbonne und 2008 ihren Master in Ökonomie jeweils mit summa cum laude abschloss. Ab 2010 nahm sie ein Doktorandinnenstudium an der Harvard University im Fach Ökonomie auf, in welchem sie 2014 promoviert wurde. Der Titel ihrer Dissertation lautete Essays in the Political Economy of Information and Taxation. Seit 2012 ist sie Associate Professor am Sciences Po Paris, wo sie sich 2018 habilitierte.
Sie hat eine Schwester und ist mit dem Wirtschaftswissenschaftler Thomas Piketty verheiratet, außerdem war sie in der Wahlkampagne von Benoît Hamon während der Präsidentschaftswahl 2017 in Frankreich für den Bereich Wirtschaft zuständig.
2023 wurde Cagé mit dem Prix du meilleur jeune économiste de France ausgezeichnet, 2025 mit dem Yrjö-Jahnsson-Preis.

## Rettet die Medien
2015 veröffentlichte sie ihr Buch Sauver les médias, welches 2016 unter dem Namen Rettet die Medien auch in Deutschland erschien. Das Buch wurde in insgesamt elf Sprachen übersetzt.  In ihrem Buch stellt sie zunächst die momentanen Finanzierungsmodelle von Medienunternehmen vor und geht dann dazu über, die Probleme dieser zu beschreiben, welche aus den Finanzierungsmodellen resultieren. Schlussendlich analysiert sie die Herkunft der Probleme und stellt eine Form der Aktionärsdemokratie vor, in der nicht gewinnorientiert gearbeitet werden muss, wodurch die Probleme überwunden werden sollen.
Tanjev Schultz rezensierte in der Süddeutschen Zeitung, dass er dieses Modell zwar interessant finde, jedoch bezweifle, dass dieses realisierbar sei.

## Werke
- Julia Cagé: Essays in the Political Economy of Information and Taxation. 2013 (sudoc.fr).
- Julia Cagé: Sauver les médias. Capitalisme, financement participatif et démocratie. In: La République des idées. Seuil, Paris 2015, ISBN 978-2-02-121957-9.
  - dt. Ausgabe: Rettet die Medien. Wie wir die vierte Gewalt gegen den Kapitalismus verteidigen. C.H. Beck, München 2016, ISBN 978-3-406-68938-3.
- Julia Cagé, Thomas Piketty: Une histoire du conflit politique. Elections et inégalités sociales en France, 1789-2022. Seuil, 2023, ISBN 978-2-02-145454-3.